# Yrjö Ollila
Yrjö Aleksanteri Ollila le 20 juillet 1887 à Helsinki – mort le 14 novembre 1932 à  Helsinki) est un artiste peintre impressionniste finlandais,.

## Biographie
De 1903 à  1906, Yrjö Ollila étudie à l'école de dessin de l'association des arts de Finlande.  Puis il effectue un voyage d'étude à Paris grâce à une bourse de l'Etat. 
Il s'approprie alors la gamme de couleurs "palette propre" et en 1912 il rejoint le groupe Septem qui adhère à la réforme de l'art des couleurs française
Yrjö Ollila a apporté des nuances paradisiaques aux paysages finlandais, associées à la peinture décorative. Il a également peint des fresques murales dès 1914.
En 1920, Yrjö Ollila s'installe à Paris avec sa famille et y reste pendant sept ans. En France, son style se transforme progressivement en néoclassicisme. Après son retour en Finlande, il travaillera aussi comme réalisateur.   
Son dernier travail a été la grande fresque de la voute du théâtre national de Finlande qu'il a réalisée en 1932 à la suite d'un concours.
Yrjö Ollila meurt la même année, et la cause probable de sa mort serait un empoisonnement dû aux pigments.
Il est inhumé sur la colline des artistes du cimetière d'Hietaniemi.

## Œuvres
À côté de ses toiles, il réalise des peintures murales pour plusieurs bâtiments dont l'école élémentaire de Tehtaankatu (1914) et l'agence de la Kansallis-Osake-Pankki à Eira (1927). Il réalise aussi le retable représentant la Crucifixion pour l'église de Kontiolahti (1929). Cette œuvre est considérée comme exemplaire de son style postimpressionniste tardif.

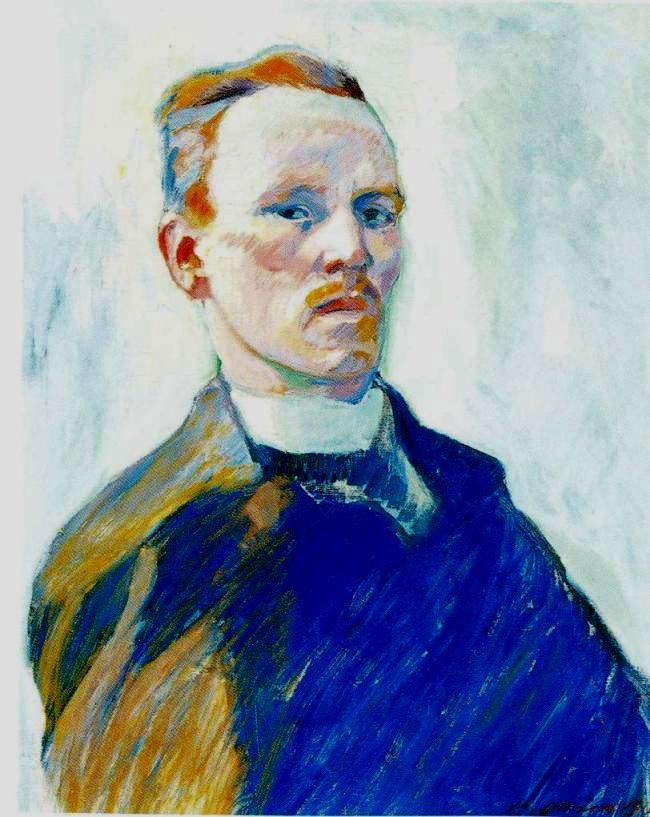
Autoportrait, 1912
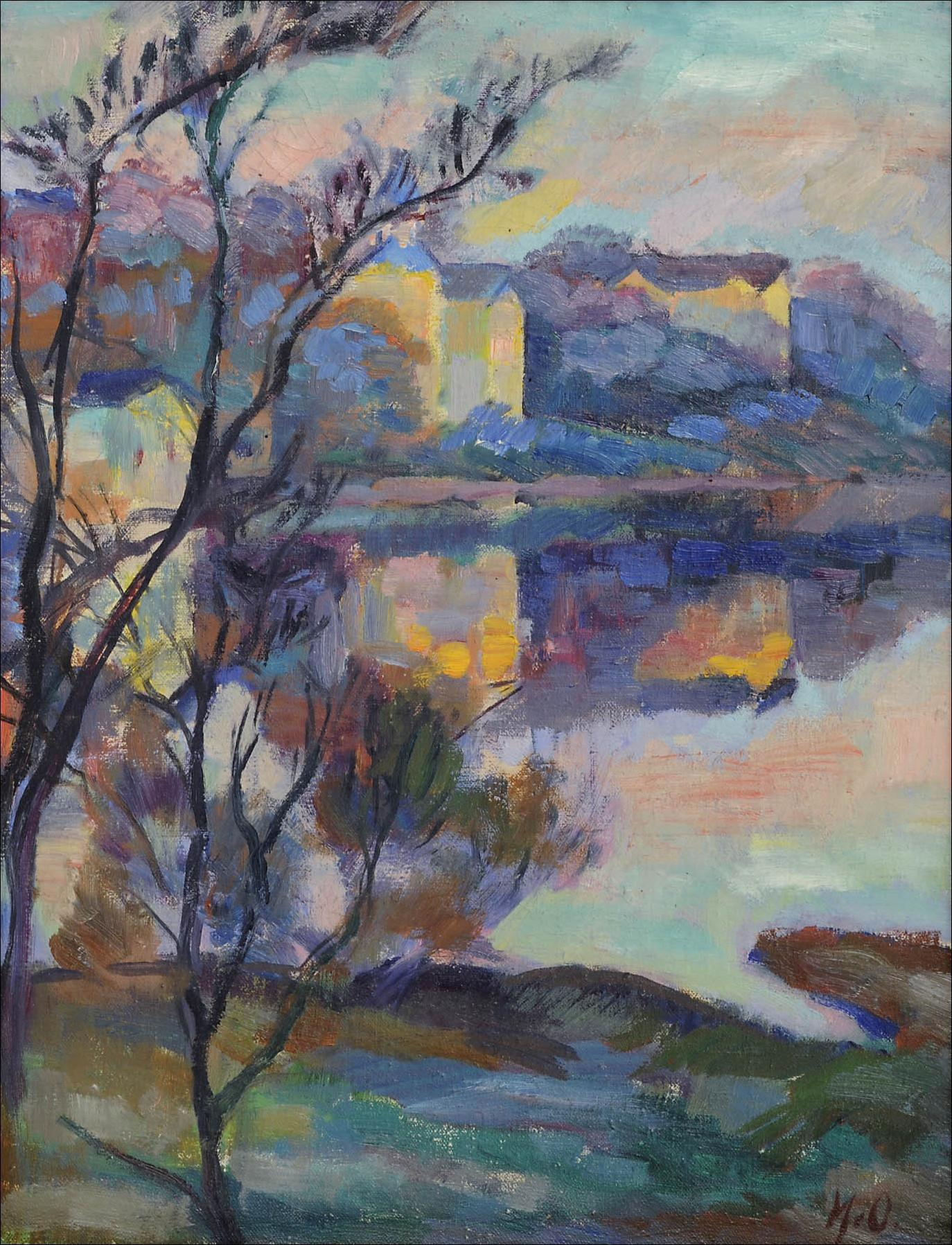
Tombée de la nuit.
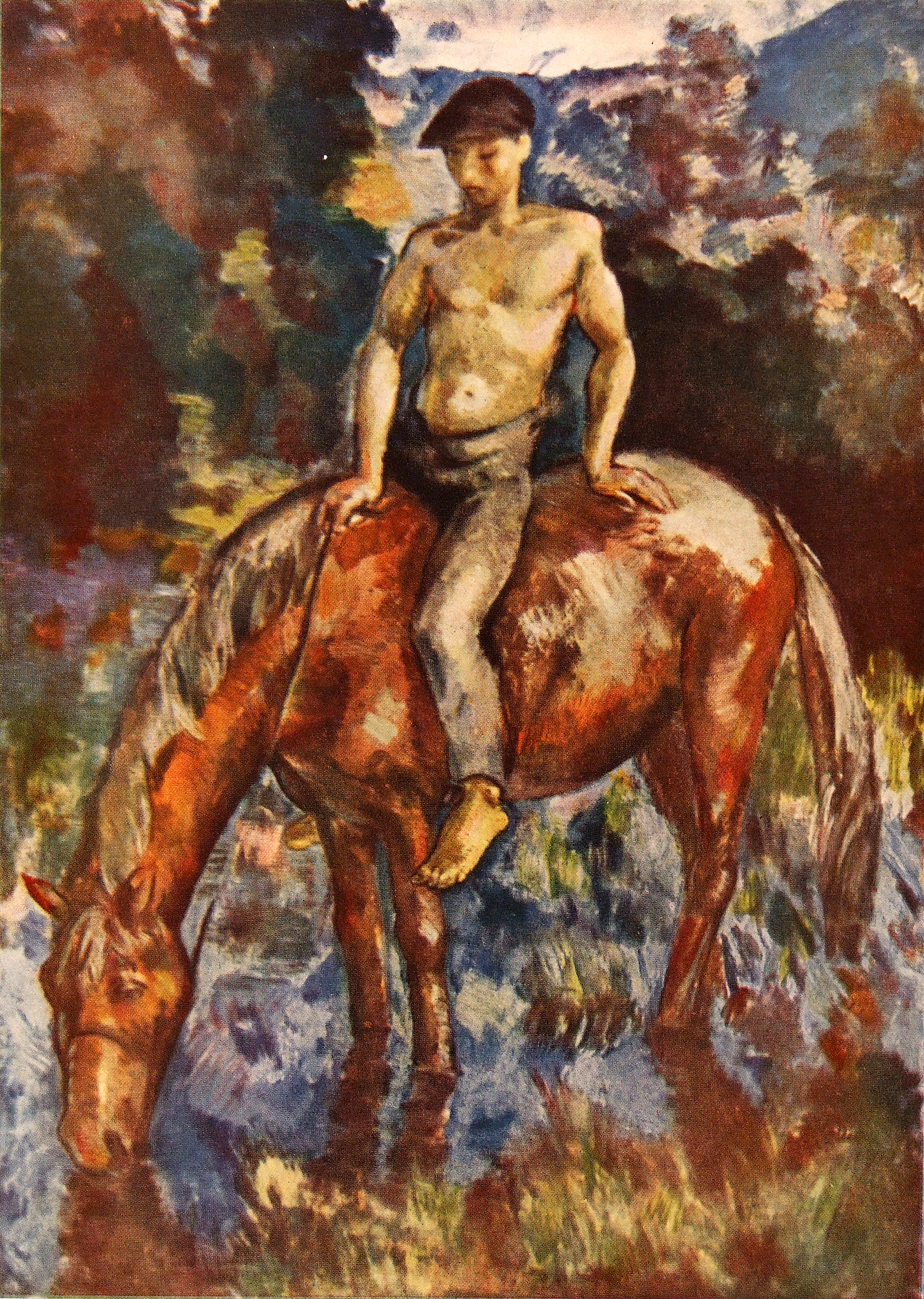
Abreuver un cheval.
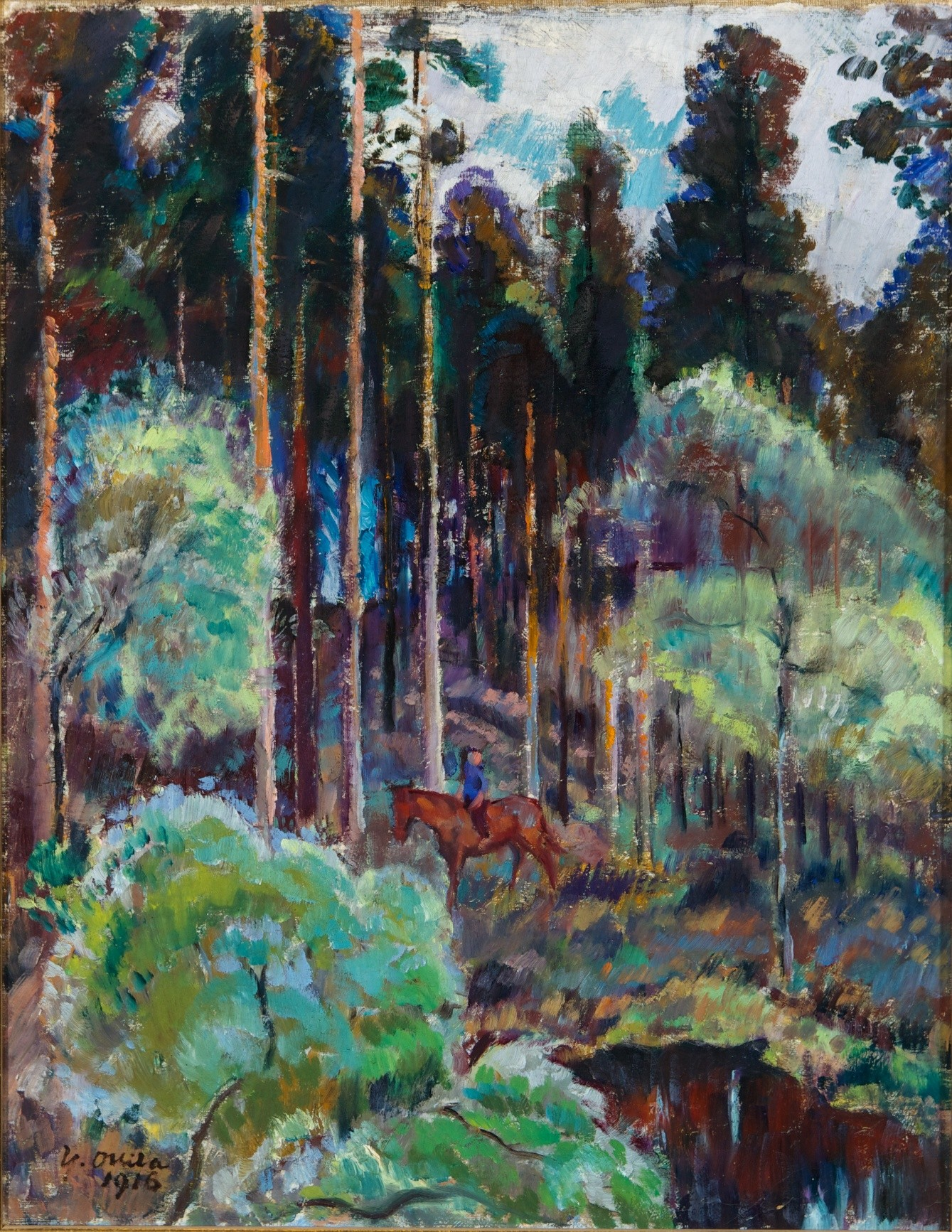
Scène forestière.

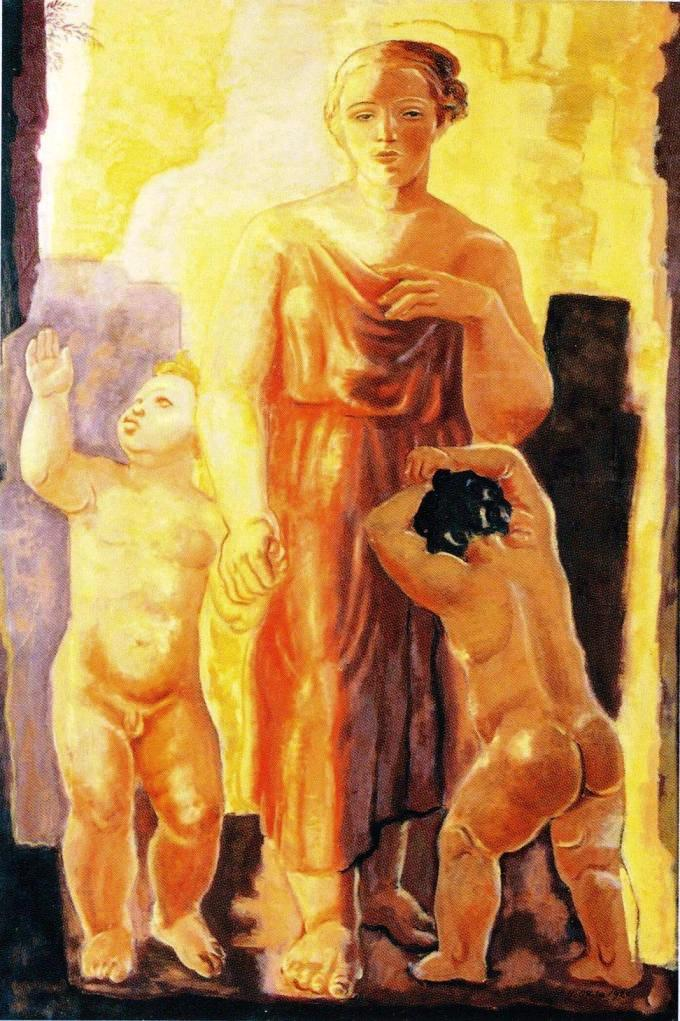
Coucher de soleil.
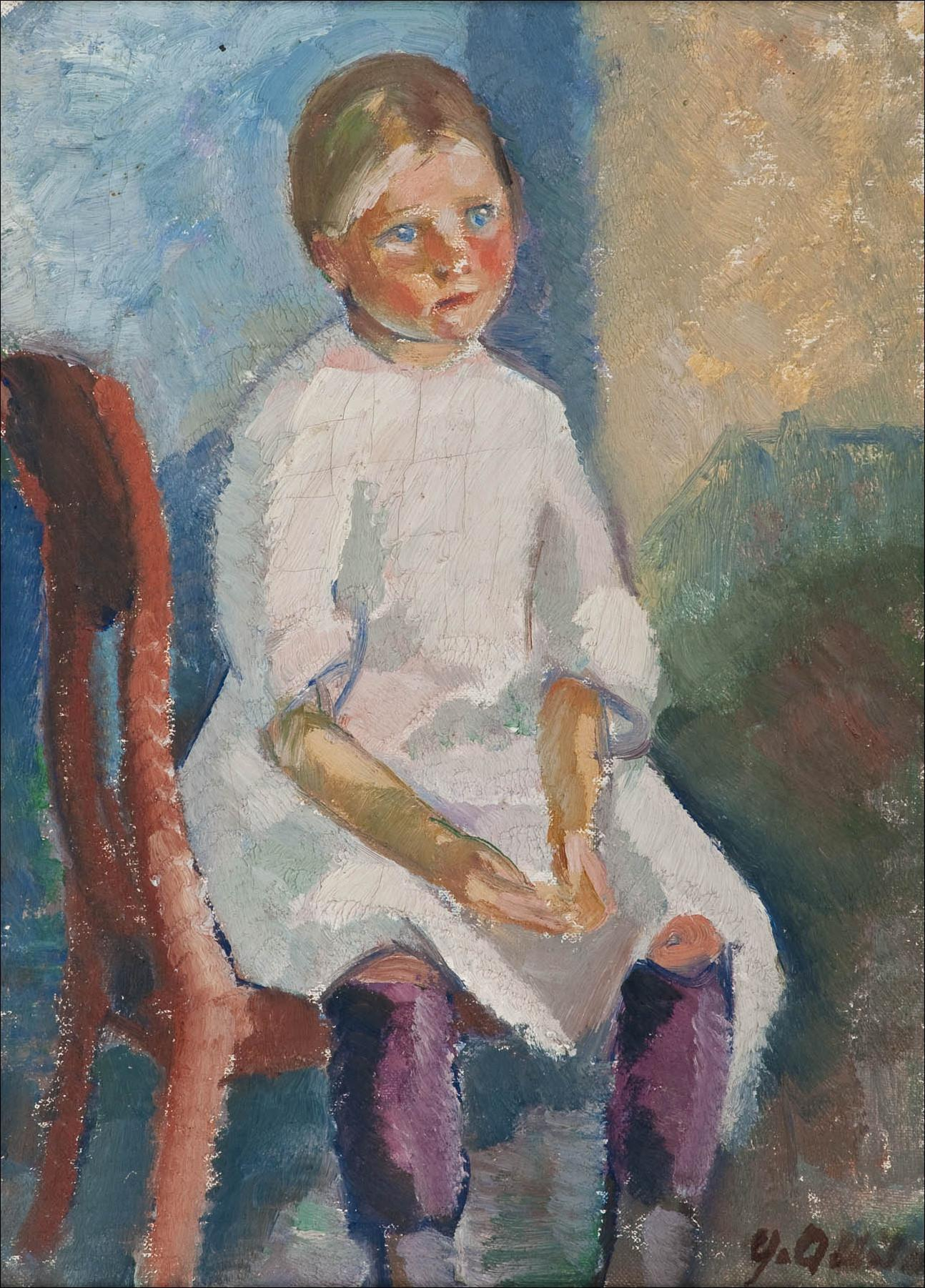
Jeune fille.
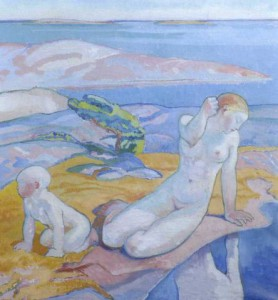
Mère et enfant sur la côte.
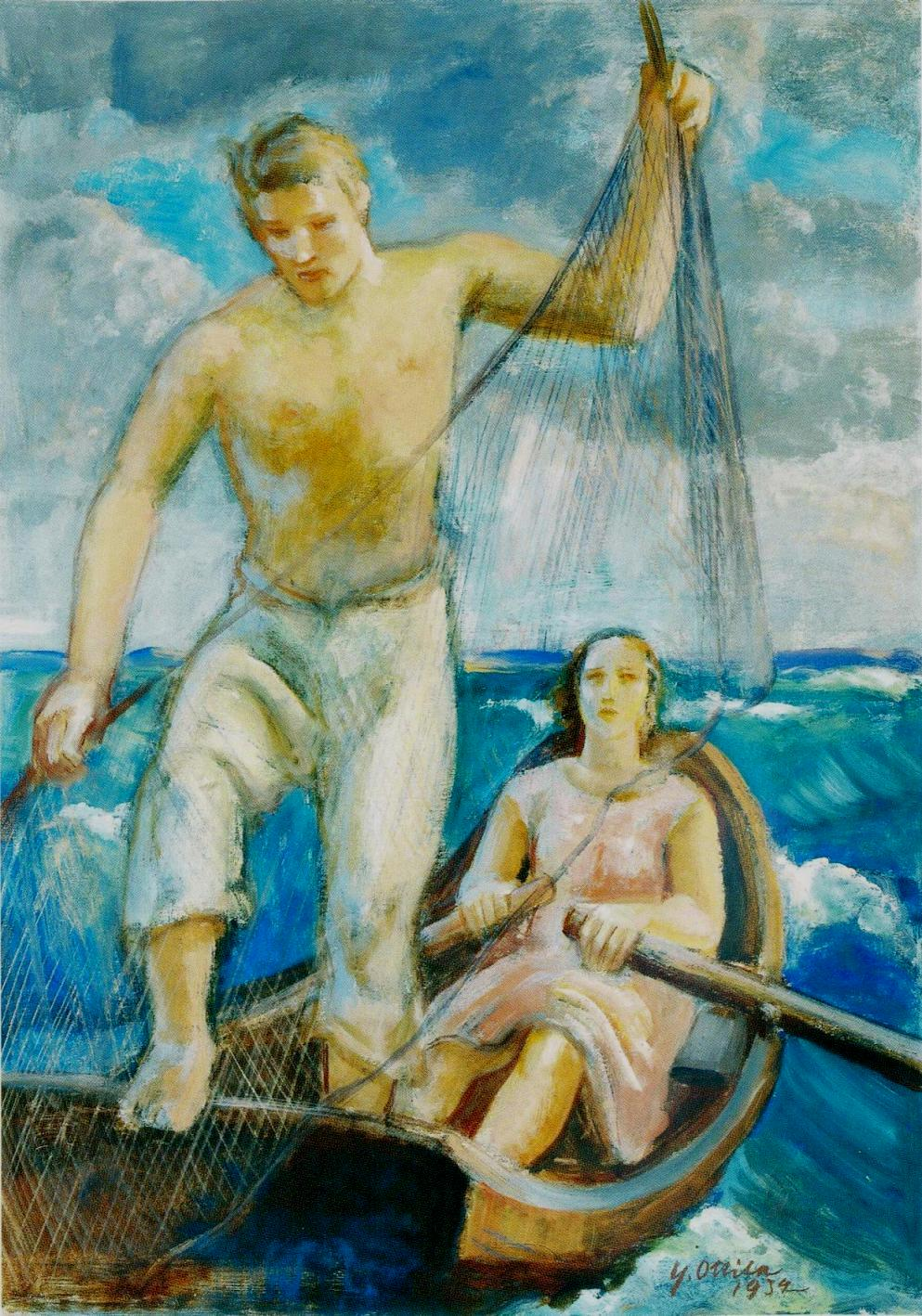
Poseur de filet.

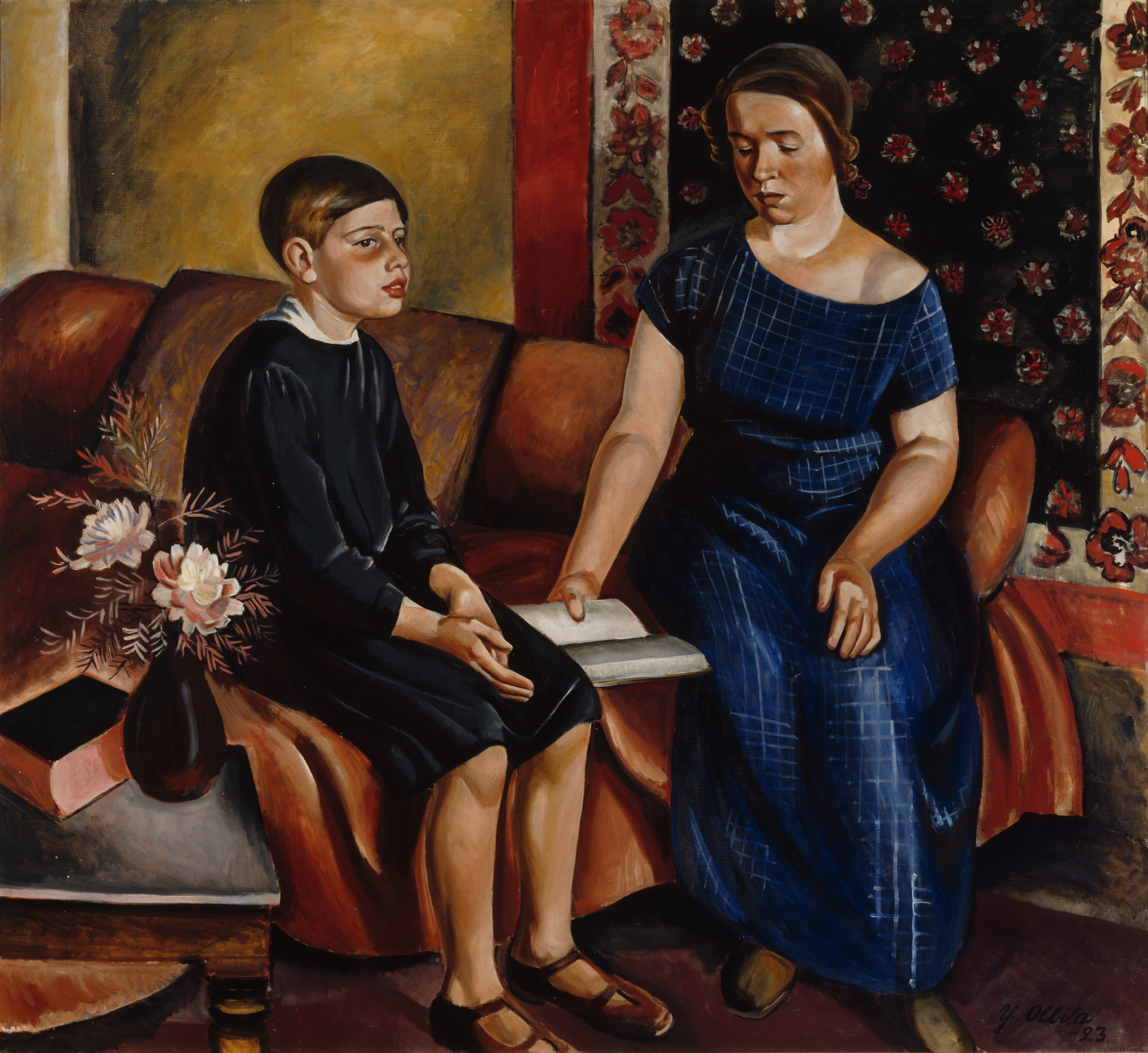
Devoirs scolaires.
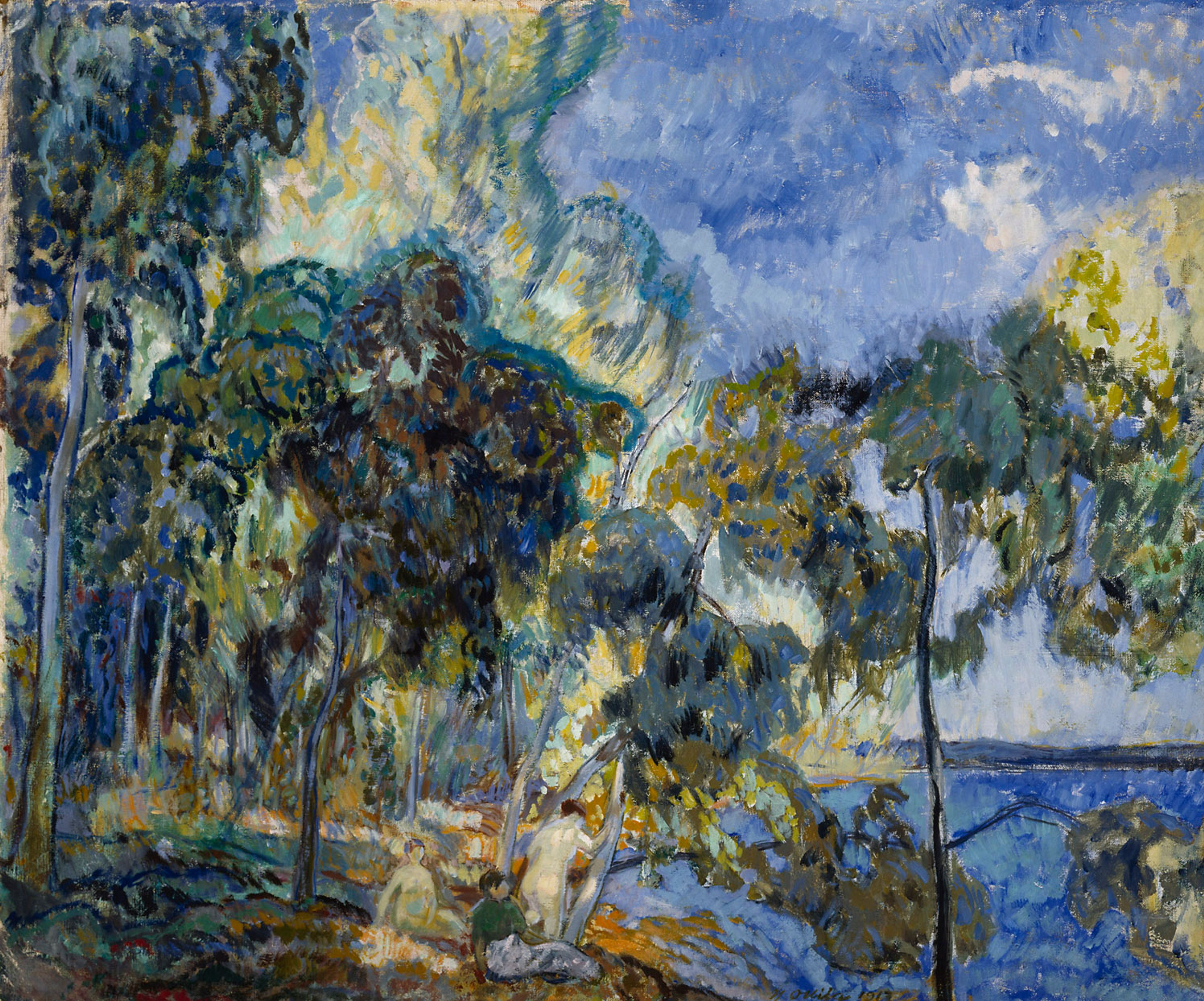
Paysage de Korpilahti.
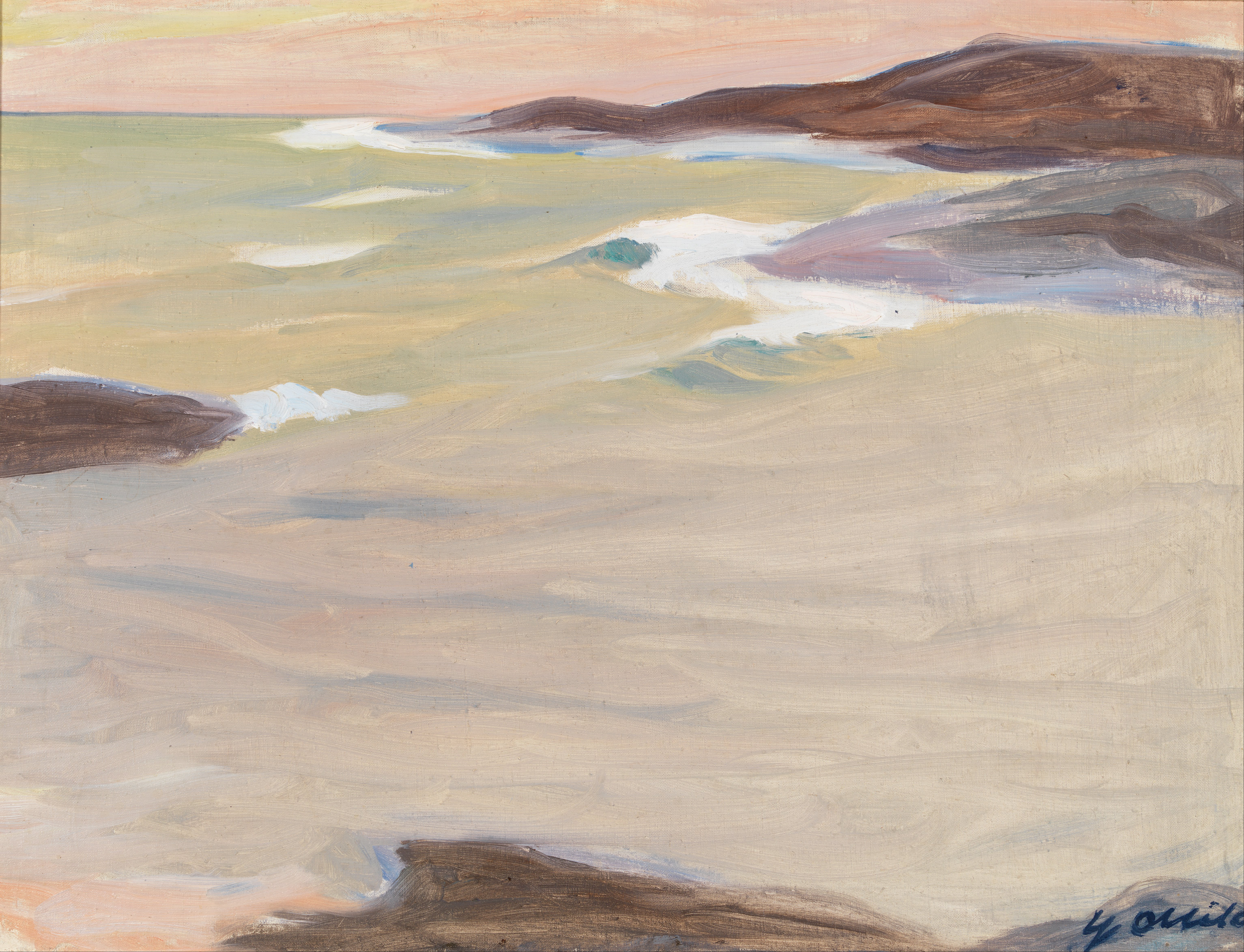
Golfe de Finlande
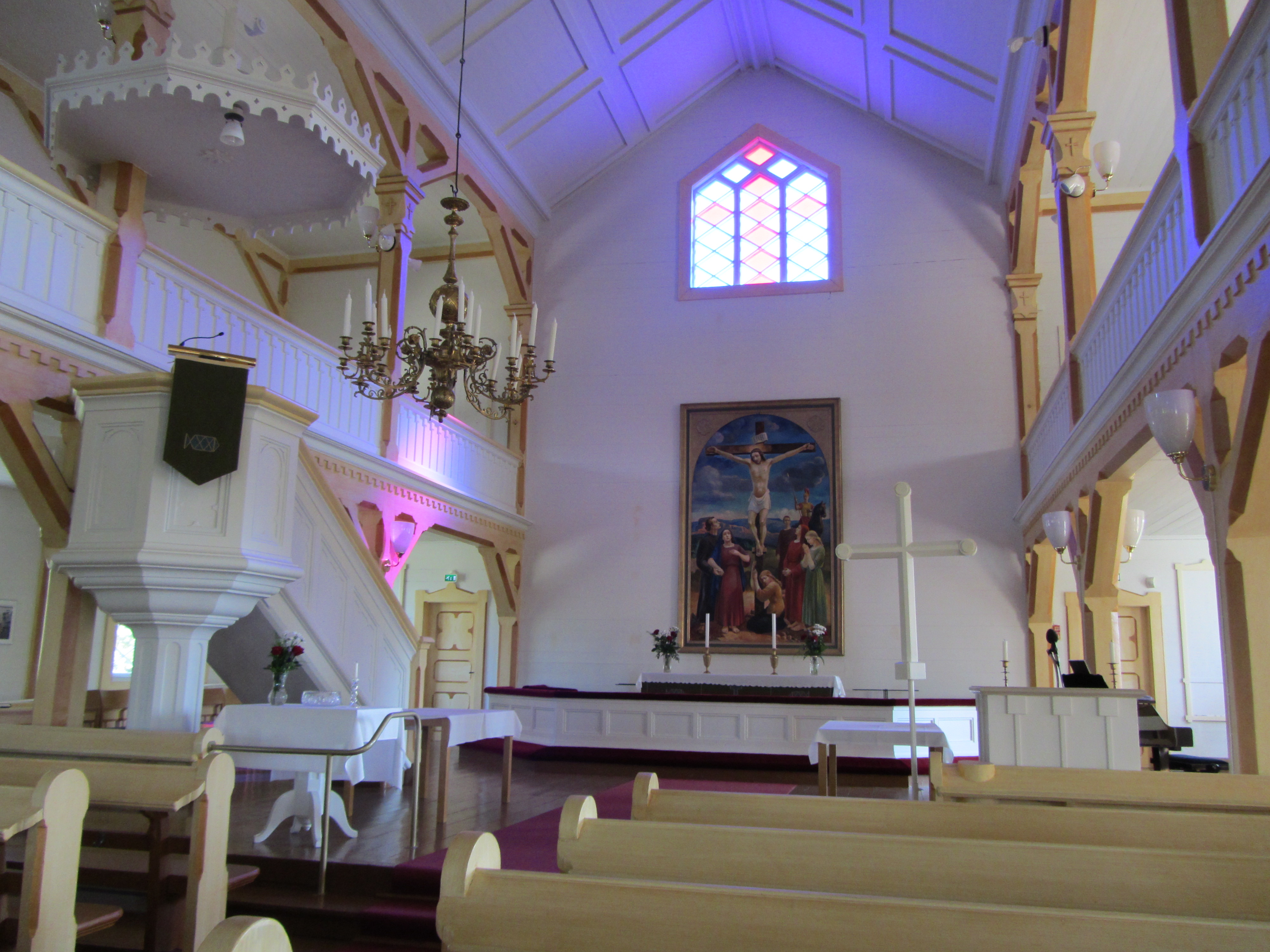
Retable de l'église de Kontiolahti.